# Сура Аль-Кадр
Сура Аль-Кадр (араб. سورة القدر‎) або Величність — дев'яносто сьома сура Корану. Мекканська, містить 5 аятів.

## Текст
Переклад Михайла Якубовича

1. Воістину, зіслали Ми його в Ніч Величності.
2. А звідки тобі знати, що таке Ніч Величності?
3. Ніч Величності краща за тисячу місяців!
4. Сходять під час неї ангели й Дух з дозволу Господа їхнього, щоб виконати всі накази.
5. Вона є мирною до настання зорі.